# Paruline à dos noir
Setophaga chrysoparia
Espèce
Synonymes
- Dendroica chrysoparia (protonyme)

Statut de conservation UICN

 EN A2ace+3ce+4ace : En danger
La Paruline à dos noir (Setophaga chrysoparia) est une espèce de passereaux de la famille des Parulidae.
À distribution très limitée, la paruline à dos noir niche dans une zone géographique extrêmement réduite dans le centre du Texas. C'est une espèce menacée par la destruction de ses habitats au Texas, où elle semble victime d'un piège écologique lié à son attraction pour les lisières qui sont de plus en plus artificielles et favorables à une surprédation des nids.

## État, pression et menaces
Cette paruline fait partie des espèces forestières et des clairières fréquemment ainsi piégées sur des lisières forestières artificielles très attractives pour elles. Le linéaire de ces lisières a été démultiplié par la fragmentation des forêts induite par la multiplication des pistes et routes, par des inclusions agricoles ou de lotissements, ainsi que par une gestion sylvicole à la parcelle faisant l'objet de coupes rases.
Ces lisières, bien que souvent anormalement rectilignes semblent confondues par ces oiseaux avec des habitats de bords de clairières qui leur seraient très favorables (Cf. effet écotone). Alors que les véritables clairières ont souvent disparu, faute de troupeaux intraforestiers de grands herbivores sauvages, sur ces lisières non-naturelles, la nourriture est souvent moins abondante. Et dans le même temps, les oiseaux sont surexposés au dérangement (chiens, chats, véhicules, humains...) et leurs œufs et poussins sont largement surexposés à leurs prédateurs naturels, quand ce ne sont pas les engins d'entretien qui détruisent directement les nids. Sur certaines lisières, les animaux chassables sont également plus vulnérables aux chasseurs et braconniers ou aux collisions avec les véhicules (roadkill).
Ceci a été clairement démontré pour la paruline à dos noir en Amérique du Nord. Son succès de reproduction diminue d'autant plus que la forêt est fragmentée.
Le déclin peut également être causé par les incendies de forêt, l'exploitation forestière et l'extraction de bois de chauffage, et la conversion agricole pour le bétail réduisant les habitats de pins et de chênes dans son aire d'hivernage (Ladd et Gass 1999, Rappole et al . 2003a, J. Lyons  in litt.  1999 , Alliance pour la conservation des forêts mésoaméricaines de pins et de chênes  in litt.  2018)

## Répartition

zone de nidification
zone d'hivernage